# Klöppelkriegdenkmal

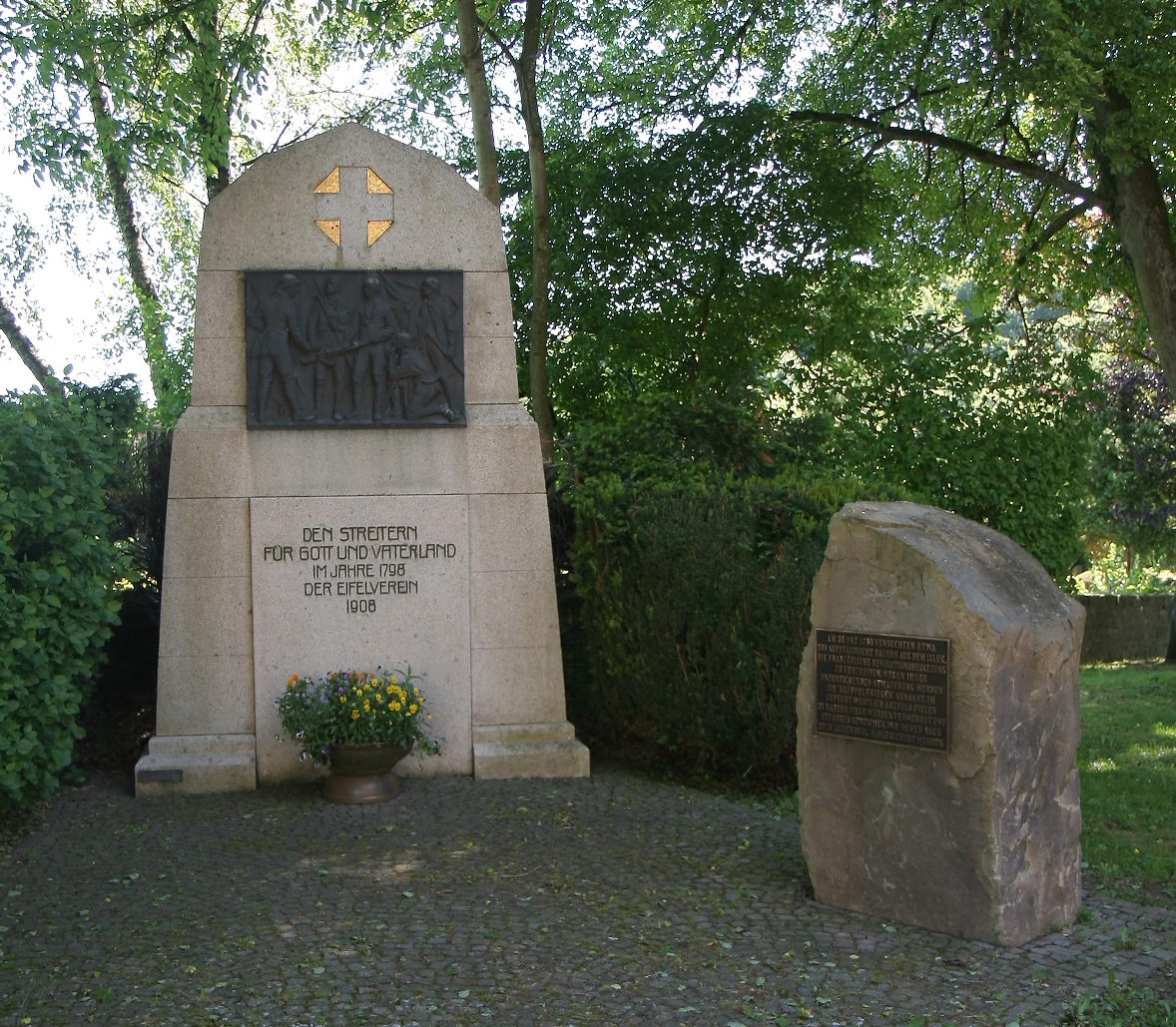
Klöppelkriegdenkmal

Das Klöppelkriegdenkmal in Arzfeld steht vor der Kirche St. Maria Magdalena und wurde 1908 errichtet zur Erinnerung an den Klöppelkrieg.

## Geschichte

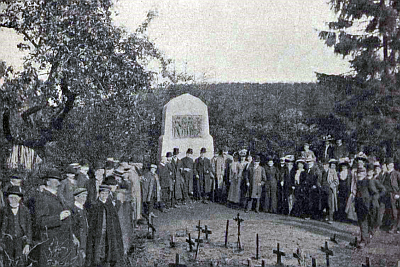
Enthüllung des Klöppelkriegerdenkmal (30. August 1908)

Das Denkmal von Wilhelm Fassbinder wurde durch den Eifelverein errichtet und am 30. August 1908 eingeweiht. Zu diesem Anlass wurde ein Festzug durch den Ort zum Friedhof organisiert, mit ca. 3.000 Teilnehmern. Das Denkmal durfte nur von geladenen Gästen und Mitgliedern des Eifelvereins betreten werden. Bei den Feierlichkeiten sprachen Fassbinder und der Vorsitzende des Eifelvereins Karl Kaufmann. Das Denkmal wurde daraufhin dem Landrat Joseph Burggraef symbolisch als Repräsentant der Gemeinde Arzfeld übergeben. Die offizielle Festrede hielt Privatdozent Herrmann der Universität Bonn.
Am 20. September 1992 wurde ein Findling mit einer Bronzetafel aufgestellt, der jedem Besucher die Ereignisse des Klöppelkrieges beschreibt.

## Beschreibung
Es hat eine Höhe von 4 m. Die Front des hellen Granitsteins ist dreigegliedert. Ein Bronzerelief bildet den Mittelpunkt, das den Augenblick darstellt, in welchem die Streiter, die Hand auf das Kreuz gelegt, den Schwur ablegen, für Gott und Vaterland zu streiten und zu sterben. Darunter steht die Widmung des Eifelvereins. Über dem Bronzerelief liegt in einem Achteck ein gleicharmiges Kreuz auf goldenem Untergrund.
Widmung:
Für das Relief soll auf charakteristische Eifeltypen, drei damals noch lebende Bewohner von Arzfeld und Dausfeld, zurückgegriffen worden sein. Zur historisch getreuen Nachbildung der Kleidung hatte die Stadt Trier ihre Sammlung aus dem Roten Hause zur Verfügung gestellt.